# Karel Hladeček
Karel Hladeček (13. března 1908 Most – 19. září 1944 Mnichov, věznice Stadelheim) byl český ekonom, pedagog a účastník protifašistického odboje během druhé světové války.
V domácím protinacistickém odboji byl činný v období 1. prosince 1939 až 13. října 1942 ve skupinách Informační služba národního odboje (ISNO), Ústřední vedení odboje domácího (ÚVOD) a v Petičním výboru Věrni zůstaneme (PVVZ).

## Život
Karel Hladeček pocházel z Mostu. Po dokončení základního studia nastoupil na Obchodní akademii v Teplicích-Šanově, kde složil maturitní zkoušku 20. června 1927. Poté přešel do Prahy na Vysokou školu obchodní, která v té době spadala pod ČVUT v Praze. Zde studoval v letech 1928 až 1932. Státní zkoušky složil v roce 1932.
V říjnu 1932 zahájil Karel Hladeček dráhu profesora na Obchodní akademii v Kolíně. V roce 1934 se oženil s Jarmilou Weigertovou. Kromě pedagogické činnosti publikoval odborné články ekonomického zaměření (periodikum Nová svoboda) a působil v Dělnické akademii (např. účinkoval v rozhlasovém cyklu Dělnický rozhlas).
Odbojovou činnost Hladeček soustředil především na dodávání zpráv z Kolínska. Přímo v Kolíně vedl pobočku PVVZ. Tato činnost byla prozrazena vlivem zrady konfidenta na pražském ústředí ÚVOD. Karel Hladeček byl v roce 1942 zatčen a vězněn v Kolíně, Kutné Hoře, Mladé Boleslavi, na Pankráci, v Terezíně, Norimberku, Mnichově. V roce 1944 byl popraven.
V roce 1946 byl Karel Hladeček oceněn Československým válečným křížem 1939 In memoriam.
Karel Hladeček v odboji spolupracoval mj. s prof. Volfgangem Jankovcem, nebo JUDr. Karlem Bondym, kteří byli aktivní v Praze. Hladečkovy kolínské kolegy představoval např. Josef Doskočil a Alfons Remunda. Václav Běhounek zastával roli zprostředkovatele zpráv mezi Kolínem a Prahou.

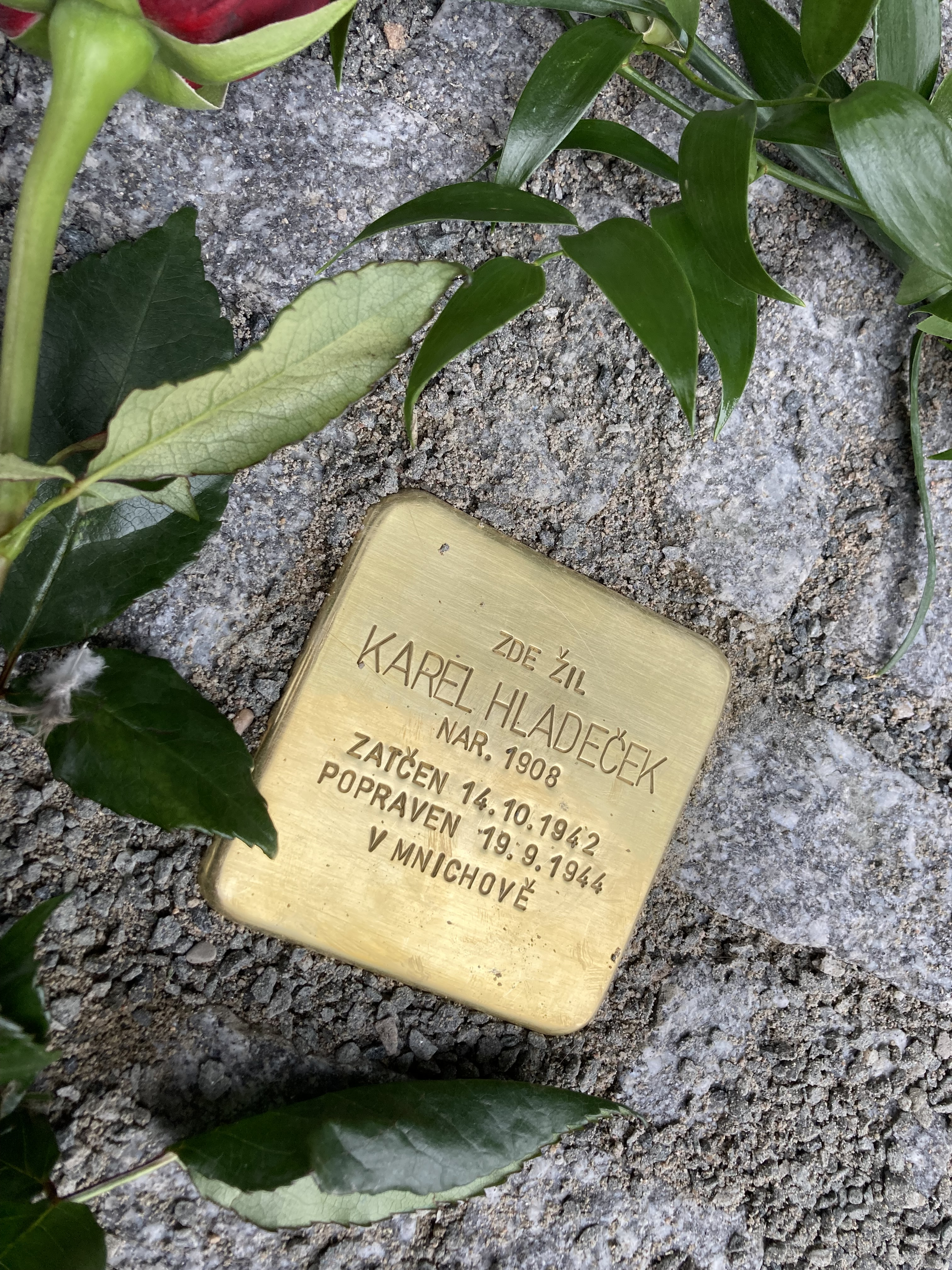

Kámen zmizelého nesoucí jméno inženýra Hladečka byl položen 17. září 2021 v Kolíně v ulici Pražská.